# Tolsteeg en Rotsoord
Tolsteeg en Rotsoord is een buurt in de wijk Zuid, subwijk Oud Hoograven/Tolsteeg, in Utrecht, de hoofdstad van de Nederlandse provincie Utrecht. Tolsteeg kent een eeuwenoude geschiedenis.

## Geschiedenis
Vrijwel direct na het verkrijgen van stadsrechten in 1122 werd de stad Utrecht omgracht en omwald/ommuurd. De toegang tot de stad over land zou voortaan via stadspoorten geschieden. Direct buiten de zuidelijke stadspoort, de Tolsteegpoort, ontwikkelde zich reeds in de middeleeuwen een voorstadje. Het kreeg als Tolsteeg een speciale rechtsstatus in de vorm van een buitengerecht binnen de stadsvrijheid. Het gerecht stond gaandeweg ook wel bekend als Tollesteeg, Stolsteeg en tot 1830 Klein Kovelswade.
Per 1 januari 1818 werd er een gemeente Tolsteeg gevormd, die niet alleen uit het voormalige gerecht Tolsteeg of Klein Kovelswade, maar ook uit de voormalige gerechten Soestbergen of de Ganssteeg, Oost Raven (Hoog Raven en Laag Raven) en West Raven bestond. Het werd nooit een volwaardige gemeente, want voor de burgerlijke stand bleven de inwoners onder Utrecht vallen. Op 1 augustus 1823 werd de gemeente opgeheven en verdeeld. Tolsteeg en Soestbergen werden weer bij Utrecht gevoegd en Oost en West Raven werden opnieuw verbonden met Jutphaas. 
Tolsteeg was gunstig gelegen aan een knooppunt van waterwegen, gevormd door de Stadsbuitengracht, Oudegracht, Kromme Rijn en Vaartsche Rijn. Net als in de noordelijke voorstad Bemuurde Weerd vestigde zich in Tolsteeg in de middeleeuwen (brandgevaarlijke) aardewerkindustrie. De Ganspoort was een van de buitentoegangen tot het ommuurde voorstadje Tolsteeg. Vanaf 1573 tot 1795 was Tolsteeg tevens een wijk onder deze noemer, die in de jaren erna Wijk K heette. 
De huidige subwijk onder de naam Tolsteeg ligt in het voormalige buitengerecht; wel besloeg het gerecht een vele malen groter oppervlak. Het heeft tot na de Tweede Wereldoorlog (1956) geduurd voordat de woningen van de subwijk Tolsteeg werden gebouwd. Bij deze woningbouw ligt het accent op middelhoge flatbouw zonder lift, kenmerkend voor de architectuur van de wederopbouw.

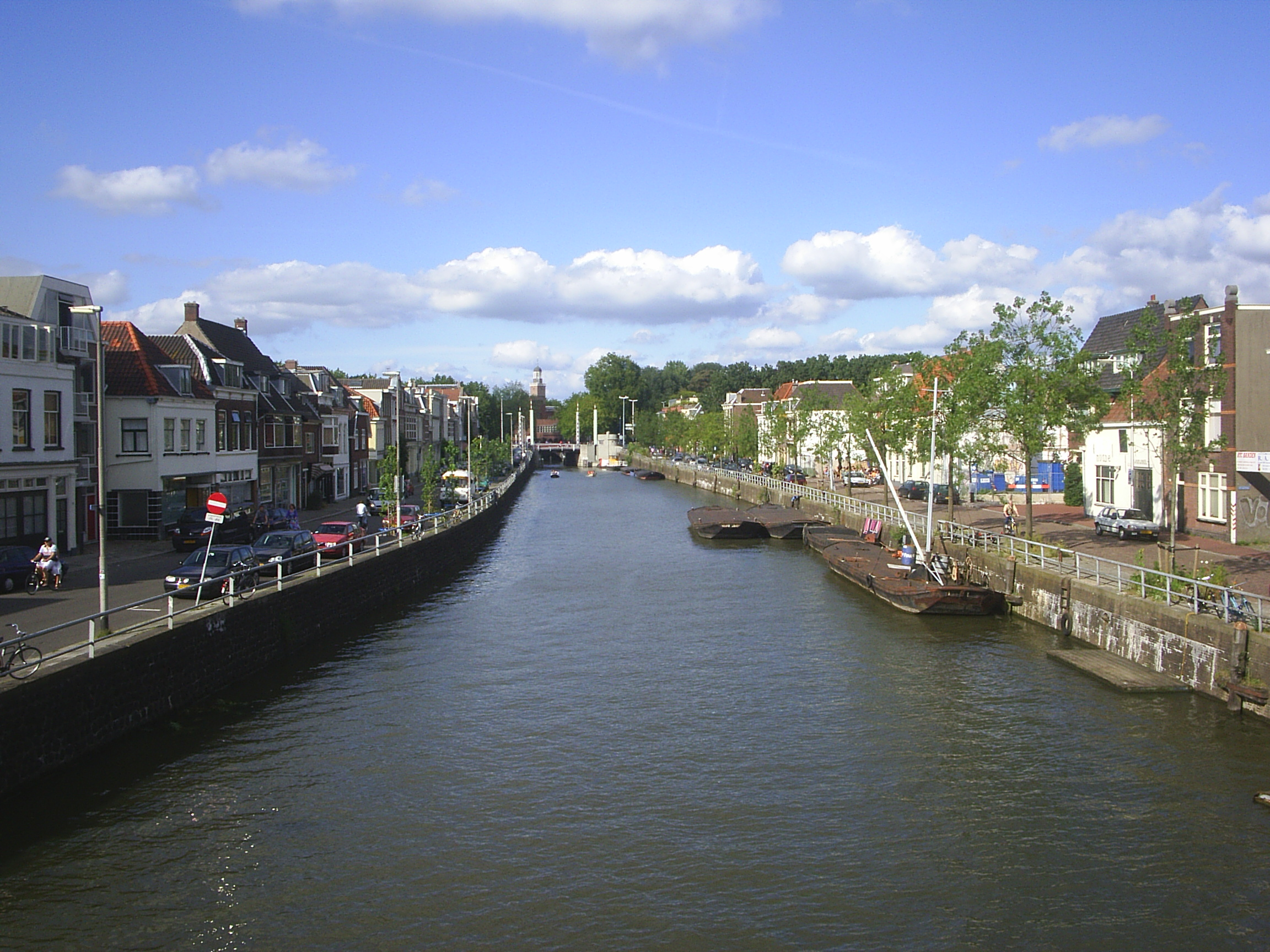
De Vaartsche Rijn in Utrecht, gezien in de richting van de binnenstad, met links en rechts respectievelijk de Westerkade en Oosterkade.
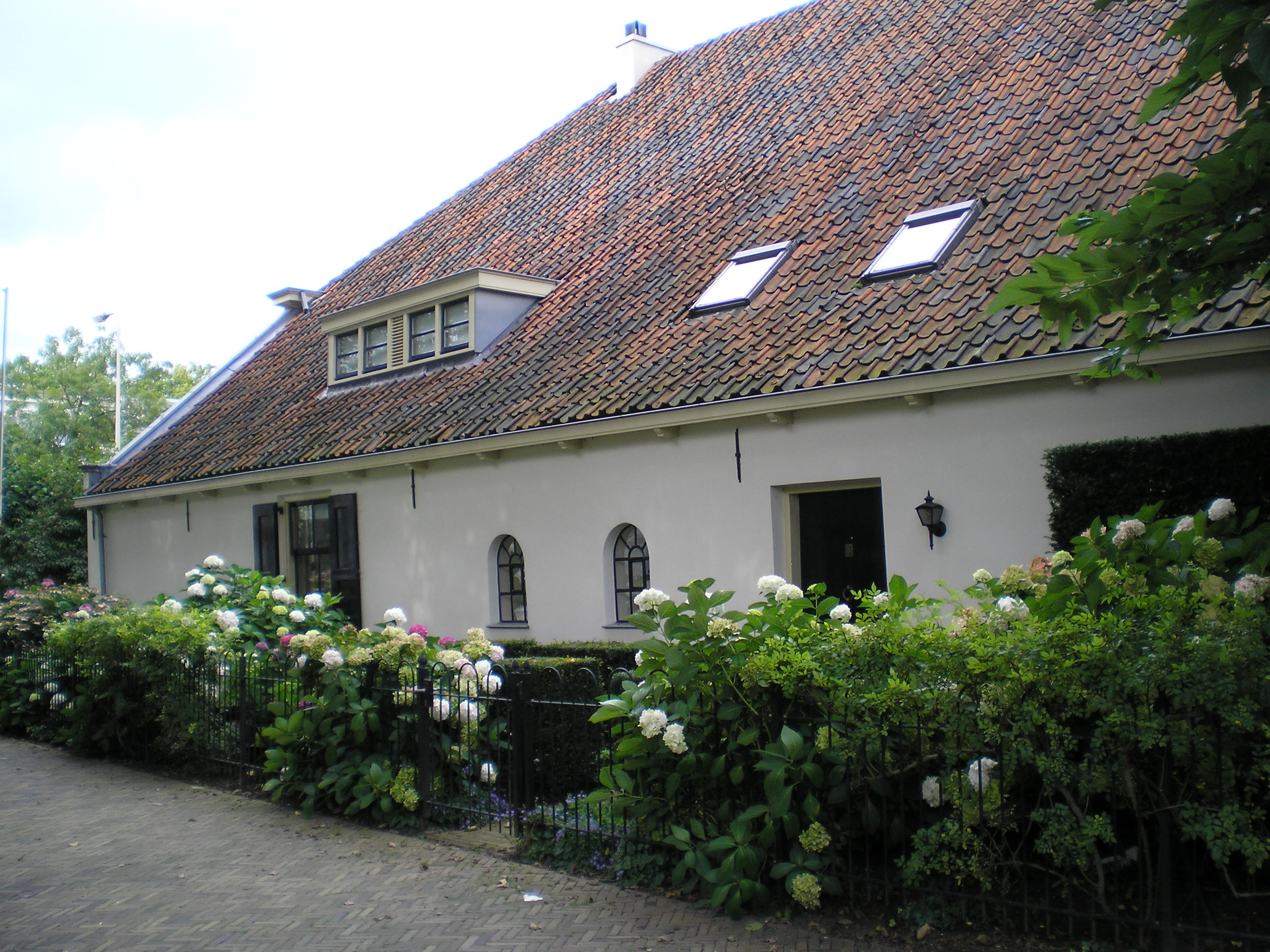
18e-eeuwse boerderij die voorheen buiten de stadsmuren lag in Tolsteeg.
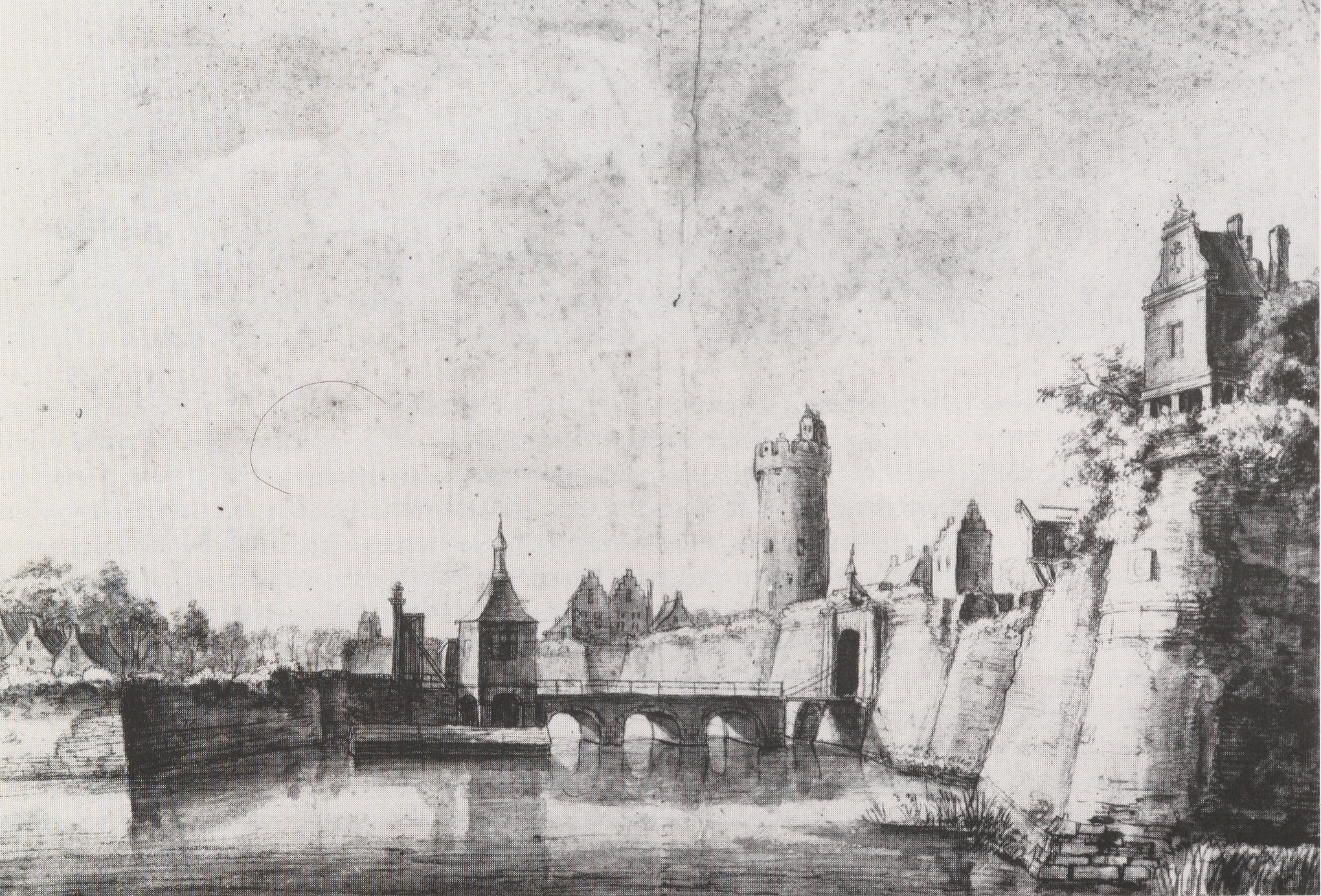
De Tolsteegpoort rond 1670.
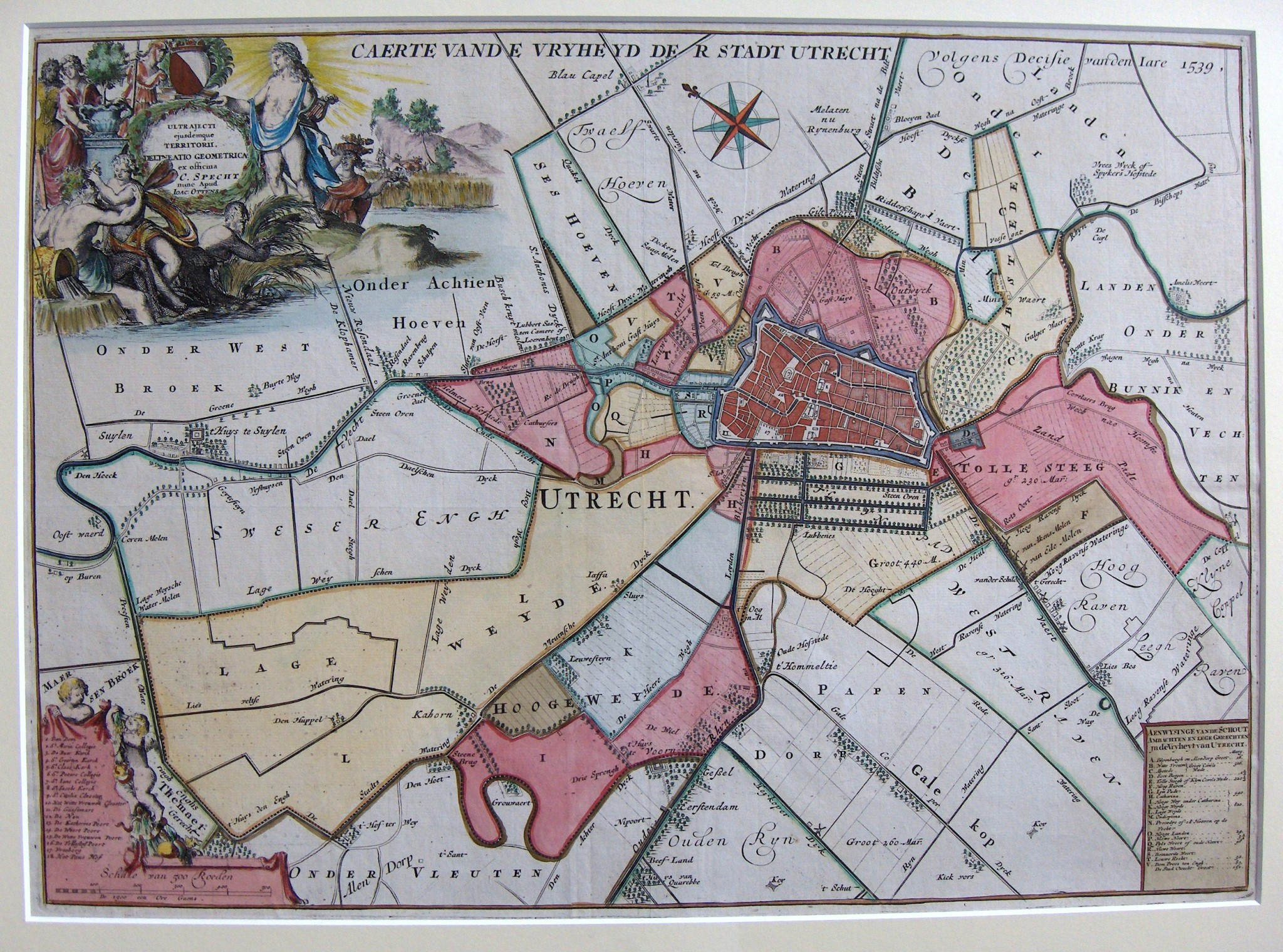
De stad Utrecht en stadsvrijheid in een kaart uit 1708. Geheel rechts in de kaart in lichtrode kleur het gerecht Tolsteeg.

## Geografie huidige subwijk
De subwijk ligt tussen de Vaartsche Rijn in het westen, de Watervogelbuurt in het noorden, de Waterlinieweg in het oosten en ten noorden van Hoograven. Bij afrit Hoograven wordt Tolsteeg ontsloten via de Ring Utrecht. Buslijn 8 van U-OV biedt een directe verbinding met Utrecht CS, Hoograven en Utrecht Lunetten.

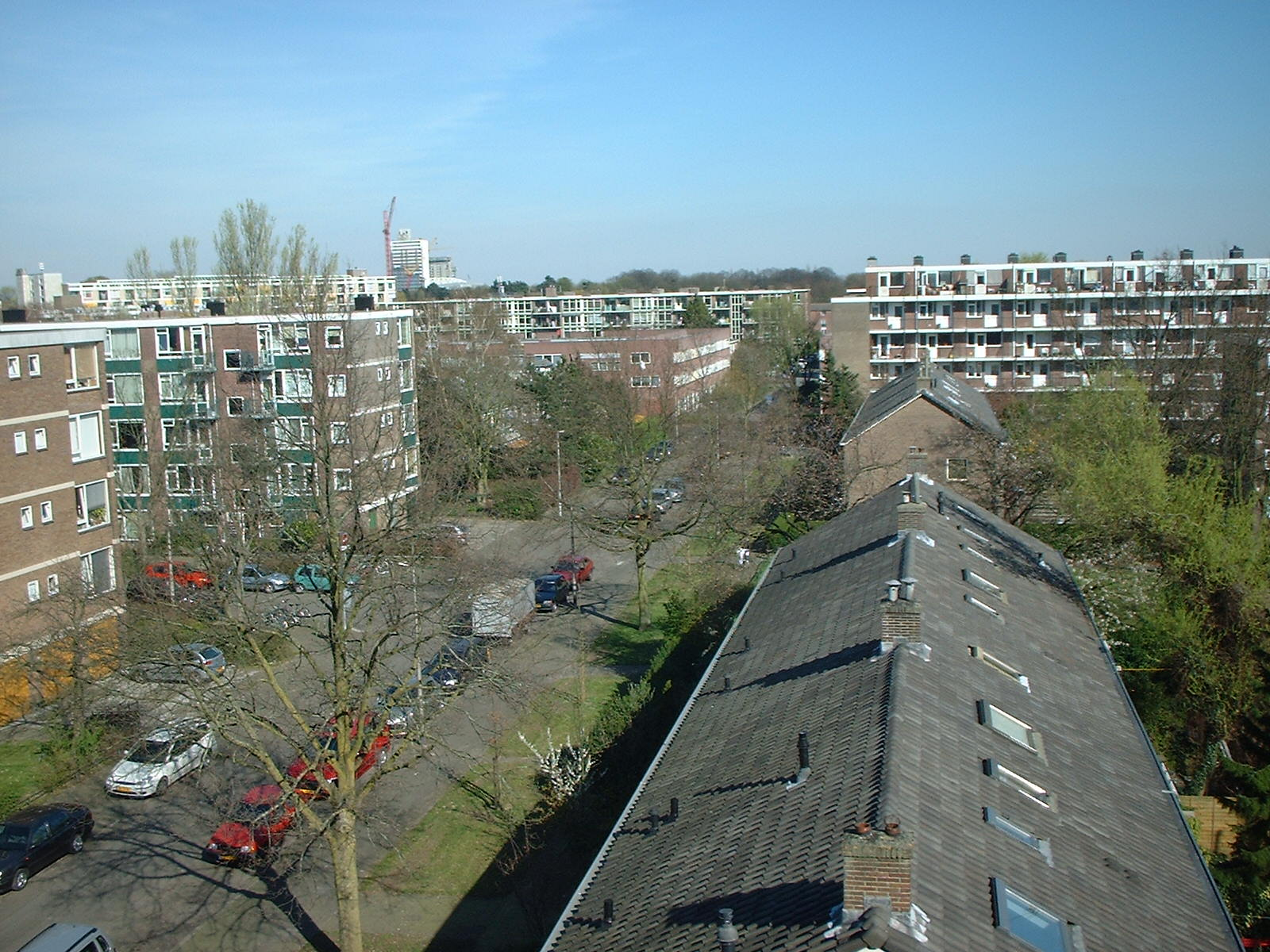
Uitzicht over Tolsteeg in oostelijke richting

## Belangrijkste kenmerken
Net als in Oud Hoograven zijn er in Tolsteeg met name koopflats en rijtjeshuizen in de vrije sector.
De stedenbouwkundige opzet van de subwijk bestaat grotendeels uit zogenaamde 'stempels'. Die 'stempels' zijn een oorspronkelijk idee van stedenbouwkundige Van der Stadt, die in Rotterdam en Utrecht heeft gewerkt.
Het centraal gelegen Tolsteegplantsoen vormt de belangrijkste groenvoorziening en recreatievoorziening in de subwijk. Het Smaragdplein is het commerciële centrum van de buurt met winkelcentrum en wekelijkse markt.
Gerrit Rietveld heeft zijn invloed op Tolsteeg gehad door het ontwerp van de Robijnhof.
Het complex bestaat uit ongeveer 14 blokken, met uiteenlopende bouwhoogtes (drie, vier en vijf lagen) en verschillende woningtypes. De open bouwblokken bevinden zich rondom groene binnenterreinen met onder andere speelplaatsen en pierenbaden. De rationele woningen waren voor die tijd licht en luchtig. Ornamenten werden achterwege gelaten.

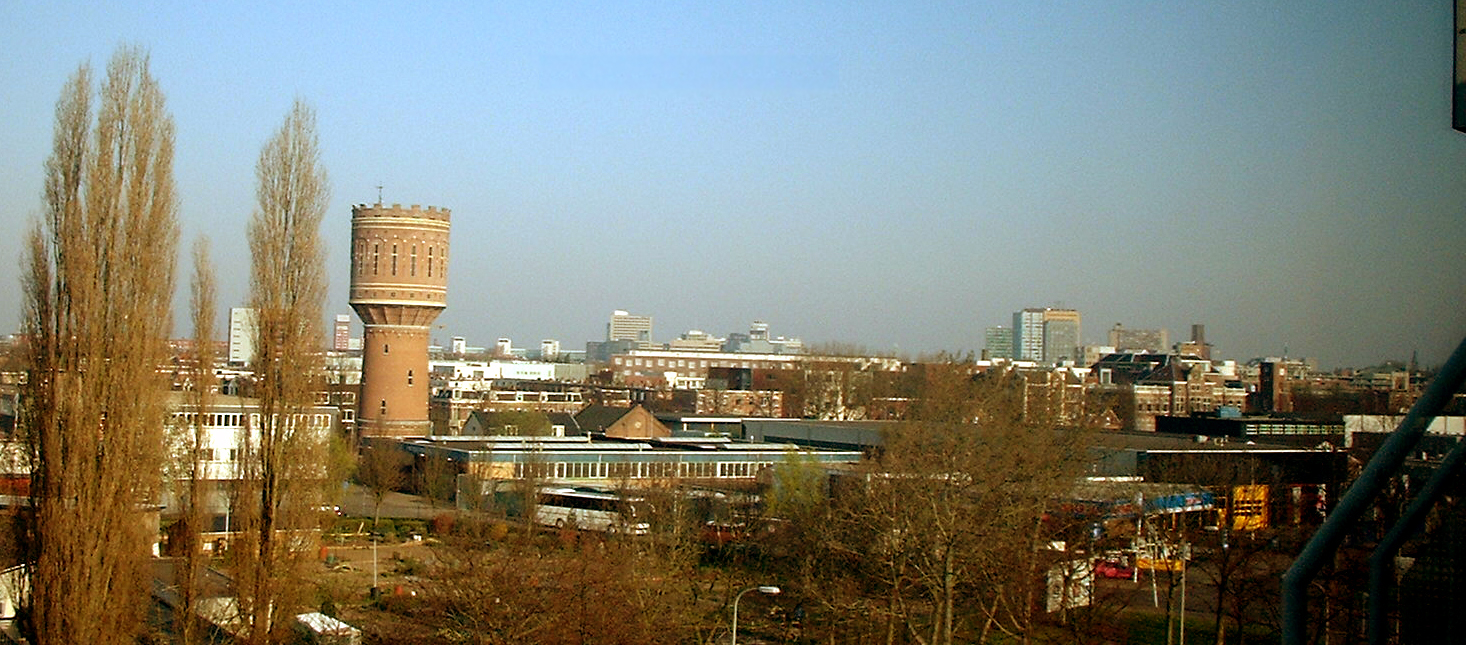
Uitzicht over Rotsoord in noordwestelijke richting met op de achtergrond het stationsgebied van Utrecht CS.

## Rotsoord
Rotsoord is een oud industriegebied aan de Vaartsche Rijn langs de Briljantlaan; het was het laatste restant van 'industrielandschap langs het water' in Utrecht. De watertoren Heuveloord is beeldbepalend voor dit buurtje. Het betrekkelijk kleine buurtje kent toch een grote verscheidenheid aan functies. Zo staan hier arbeiderswoningen, nieuwe flatgebouwen, verschillende bedrijven, poppodium Tivoli de Helling en een kinderboerderij met vogelopvang. Het Dutch Design Center met meubelfabriek Pastoe is in 2016 naar Houten verhuisd. In het gebouw is sindsdien onder anderen een deel van de Hogeschool voor de Kunsten Utrecht gevestigd. 
De buurt is genoemd naar de voormalige buitenplaats Rotsoord.